# 第一集团银行

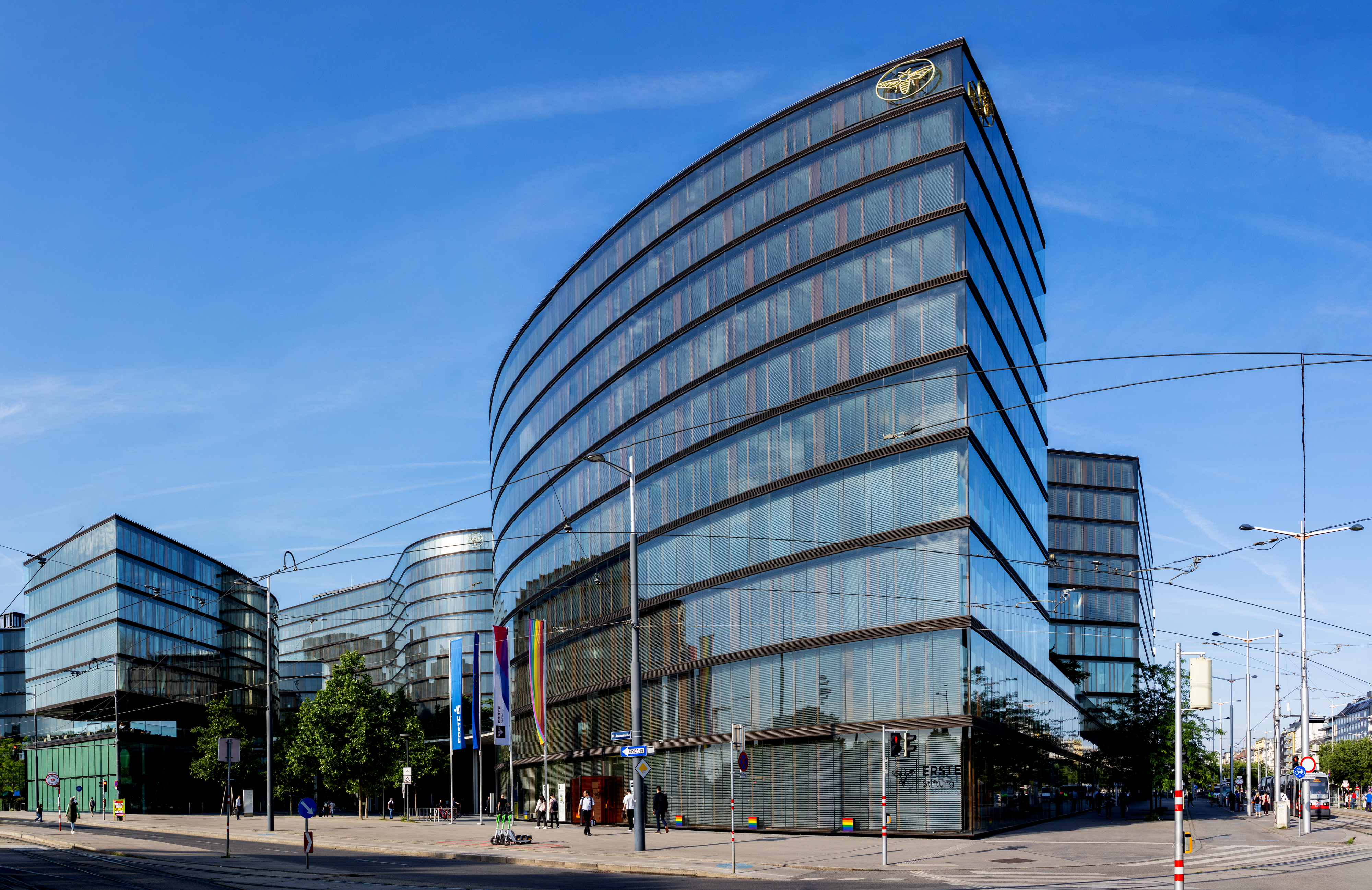
第一集团银行的总部

第一集团银行（德語：Erste Group Bank AG）是奥地利的一家金融服务提供商。它在7个国家的2000多家分行为1600多万客户提供服务，是中欧和东欧最大的金融服务提供商之一。
第一集团银行是奥地利储蓄银行集团（Sparkassengruppe Österreich）和奥地利储蓄银行联盟（Österreichischer Sparkassenverband）的核心实体。自2014年底欧洲银行监管条例生效以来，该集团被指定为重要机构，因此其由欧洲中央银行直接监管。第一集团银行的主要股东是非营利性的ERSTE基金会。
1997年，第一集团银行上市，如今该公司已在维也纳、布拉格和布加勒斯特的交易所上市，并被纳入CEETX、ATX和PX指数。